# فیصل تلوش
فیصل تلوش (فرانسوی: Faycal Tellouche‎؛ زادهٔ ۳ سپتامبر ۱۹۶۸) بازیکن والیبال اهل الجزایر بود.